# Tomás Ribeiro
Tomás Aresta Branco Machado Ribeiro, noto semplicemente come Tomás Ribeiro (Lisbona, 30 aprile 1999), è un calciatore portoghese, difensore del Farense.

## Caratteristiche tecniche
È un difensore centrale.

## Carriera
Cresciuto nel settore giovanile del Belenenses, ha esordito in prima squadra il 15 settembre 2019 disputando con il Belenenses l'incontro vinto 3-1 contro il Marítimo.